# Liste des monuments aux morts du 6e arrondissement de Paris

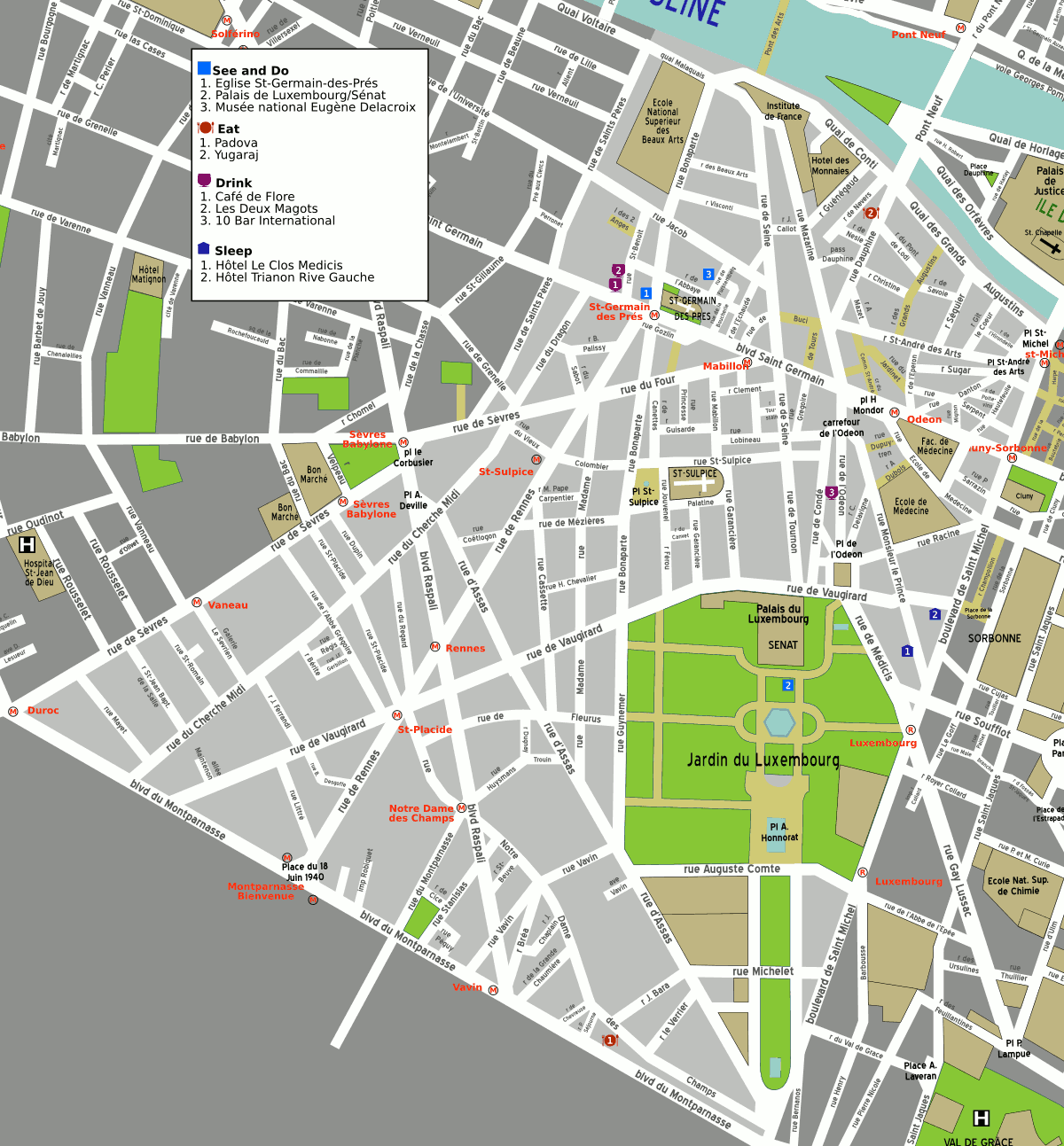
Plan du 6e arrondissement de Paris.

Cet article recense les monuments aux morts du 6e arrondissement de Paris, en France.

## Liste
- Monument aux étudiants morts dans la Résistance, Gaston Watkin (1956)[1]

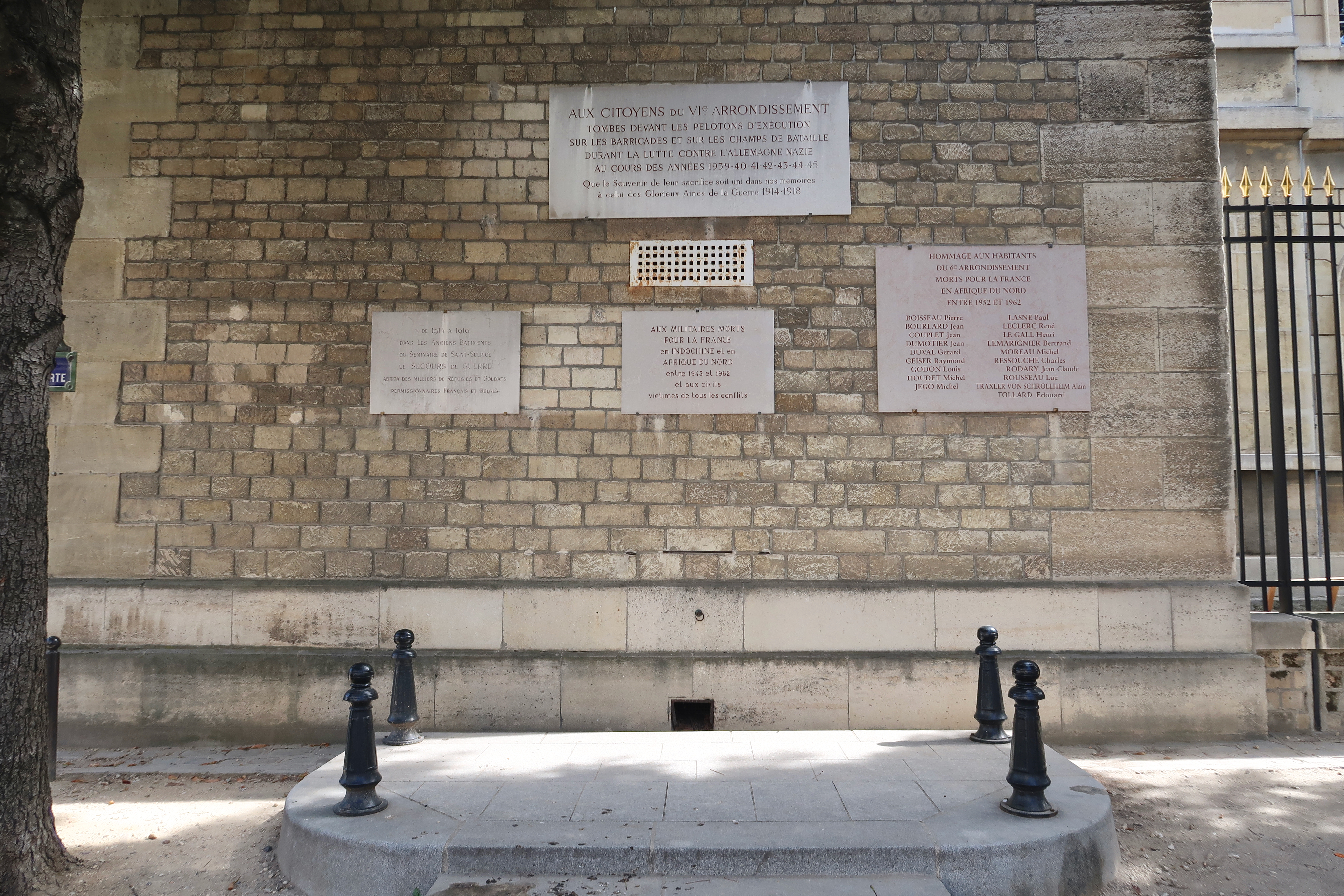
Monument promenade de l'allée du Séminaire - Jean-Jacques-Olier.
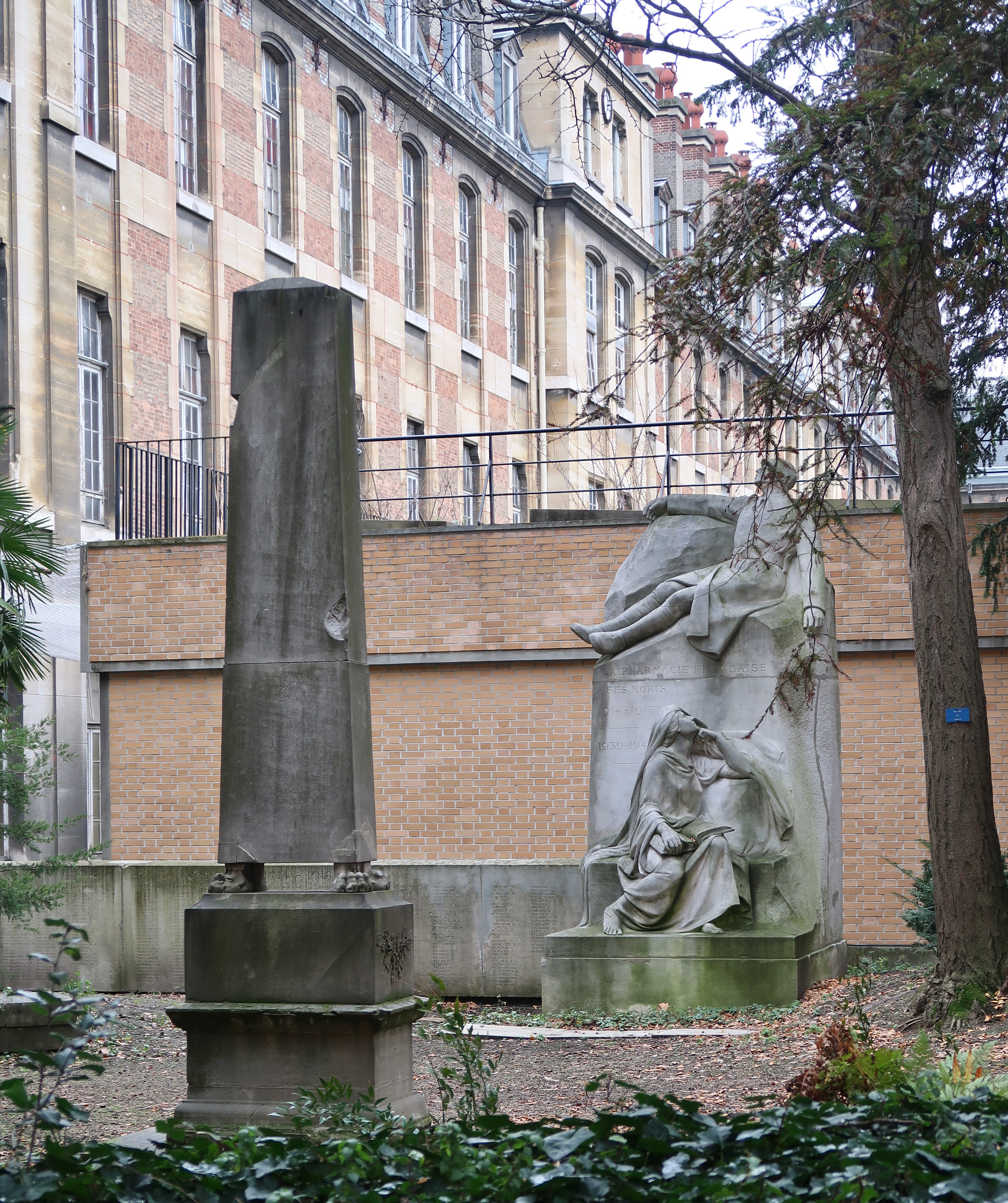
Monument à la faculté de pharmacie.
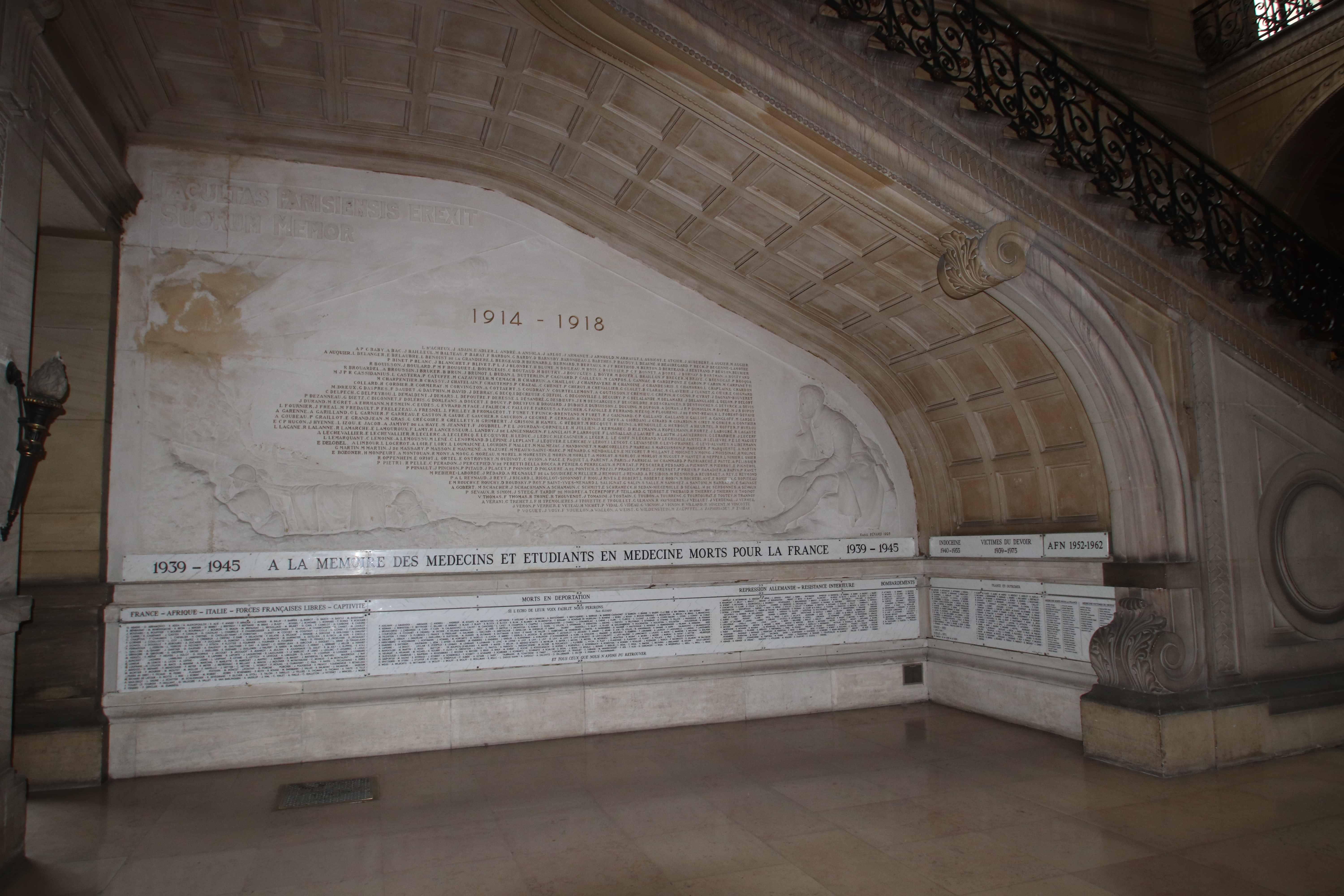
Monument à la faculté de médecine.